# Cyrinda Foxe
Kathleen Victoria Hetzekian (Santa Monica, Califórnia, 22 de fevereiro de 1952 – Nova Iorque, 7 de setembro de 2002), mais conhecida pelo nome artístico Cyrinda Foxe, foi uma modelo, atriz e groupie norte-americana.
Nascida em uma família armênia, Cyrinda foi ícone da década de 1970, pois fazia sósia de Marilyn Monroe. Tendo crescido num ambiente militar e em uma família extremamente abusiva, saiu de casa antes de se formar no colegial e viveu durante algum tempo no Texas, antes de se estabelecer em Nova Iorque. Chegou a se casar com o músico David Johansen em 1977, mas a relação durou pouco menos um ano. Logo no ano seguinte, em 1978, Cyrinda casou-se com Steven Tyler, vocalista da banda Aerosmith, com quem teve Mia Tyler, sua única filha.
A modelo morreu em setembro de 2002, em Nova Iorque, aos 50 anos, vítima de um tumor cerebral.